# Basilia (cràter)
Basilia és un cràter sobre la superfície de (21) Lutècia, situat amb el sistema de coordenades planetocèntriques a 76 ° de latitud nord i 195 ° de longitud est. Fa un diàmetre de 3.5 km. El nom va ser fet oficial per la UAI el cinc d'abril de 2011 i fa referència a Basilia, una ciutat de l'època de Lutècia.